# Léna (departamento)
Léna é um departamento ou comuna da província de Houet no Burkina Faso. A sua capital é Léna.
Em 1 de julho de 2018 tinha uma população estimada em 25353 habitantes.